# Aymeri de Narbonne
Pour les articles homonymes, voir Aymeri de Narbonne (homonymie).

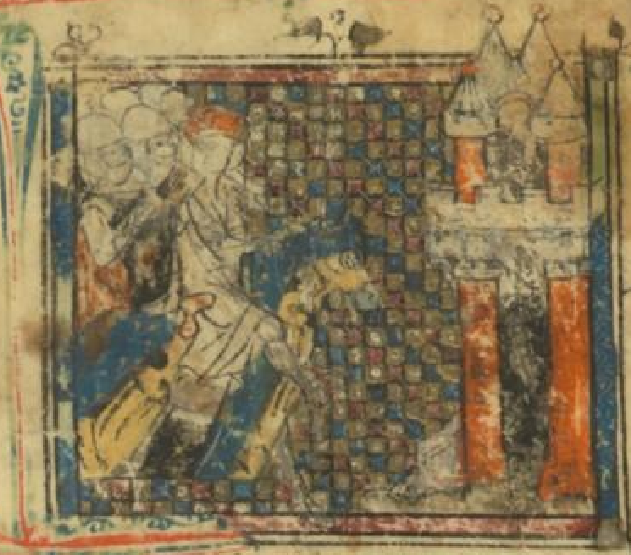
Charlemagne devant les portes de la ville de Narbonne, enluminure du premier feuillet du manuscrit 24369 de la chanson de geste Aymeri de Narbonne

Aymeri de Narbonne ou Aimeri de Narbonne (Aymeri de Nerbone en ancien français) est un personnage de la littérature médiévale, qui apparaît dans plusieurs chansons de geste rattachées à la Matière de France. Ce personnage aurait été inspiré par le vicomte Aymeri Ier de Narbonne et son fils Aimery II. Cette légende a été rapprochée de mythes indo-européens par le médieviste Joël Grisward.

## Le personnage
Aymeri de Narbonne est un chevalier de Charlemagne durant les guerres contre les Sarrazins. Un de ses faits d'armes est la prise de la ville de Narbonne. Aymeri de Narbonne est le fils unique de Hernaut de Beaulande et le petit-fils de Garin de Monglane. Il épouse Hermengarde de Pavie et a plusieurs fils, dont le plus célèbre est Guillaume d'Orange, personnage légendaire inspiré par Guillaume de Gellone. Sa mort est racontée dans la chanson La Mort Aymeri de Narbonne (anonyme), elle a lieu durant le siège d'Esclabarie.
Victor Hugo a écrit un poème sur Aymeri de Narbonne, intitulé Aymerillot, dans La Légende des siècles.

## Descendance de Aymeri de Narbonne
Aymeri de Narbonne a sept fils :
- Hernaut d'Orléans (ou de Gironde)
- Aymeri le Chétif
- Buèves de Commarchis
- Foulques de Candie (ou Garin d'Ancezune) lui-même le père de Vivien, un héros de plusieurs chansons de geste
- Bernart de Brabant
- Guillaume d'Orange
- Guibert, le seneschal de France (ou Guibelin le Menres)

Il a également cinq filles :
- sa première fille épouse Dreux de Montdidier
- sa deuxième fille épouse Raoul du Mans
- sa troisième fille épouse un marquis d'Angleterre
- sa quatrième fille épouse Raoul de Floriville
- sa cinquième fille, Blanchefleur, devient dans les chansons de geste, l'épouse du roi Louis, le fils héritier de Charlemagne.

## Chansons de geste d'Aymeri de Narbonne

### Aymeri de Narbonne
Il existe cinq manuscrits connus de cette chanson de geste :
1. London, British Library, Harley, 1321, composé de 214 feuillets écrits sur deux colonnes, Aymeri de Narbonne est située entre le feuillet 35vo  colonne II, jusqu'au feuillet 65ro  inclus
2. London, British Library, Royal, 20. B. XIX, parchemin de 27 centimètres de hauteur, composé de 191 feuillets écrits sur deux colonnes, Aymeri de Narbonne est située entre le feuillet 39vo  colonne II, jusqu'au feuillet 65 inclus
3. London, British Library, Royal, 20. D. XI, f. 63
4. Paris, Bibliothèque nationale de France, 24369-24370, t. 1, f. 1
5. Paris, Bibliothèque nationale de France, 1448

Éditions modernes imprimées : 
1.Louis Demaison, Aymeri de Narbonne, chanson de geste, publié d'après les manuscrits de Londres et de Paris, Librairie de Firmin Didot & Cie, 1887
2. Hélène Gallé, Aymeri de Narbonne, Paris, Honoré Champion Editeur, 2007

### Siège de Barbastre
Le Siège de Barbastre a été écrit vers la fin du XIIe siècle ou le début du XIIIe siècle.
Buèves de Commarchis, fils d'Aymeri, est enlevé par les Sarazins à Narbonne et emmené comme prisonnier à Barbastre avec ses deux fils, Girart et Guielin.

### La Mort Aymeri de Narbonne
- Texte français du XIIIe siècle, 4176 vers décasyllabiques
- Édition imprimée : La mort Aymeri de Narbonne : chanson de geste publiée d'après les manuscrits de Londres et de Paris, édité par Joseph Couraye de Parc, Paris, Société des anciens textes français, 1884